# Jerry Spinelli
Jerry Spinelli (Norristown, 1º febbraio 1941) è uno scrittore statunitense.
È un autore di libri per ragazzi, specializzato in racconti scritti per e riguardo ai primi anni dell'adolescenza. La sua famiglia è di origini italiane.

## Biografia
Spinelli decise di diventare uno scrittore all'età di sedici anni, quando la squadra di football della sua scuola vinse un grande premio. Scrisse un componimento su questo evento, e il giorno seguente fu pubblicato sul giornale locale.
Quando iniziò la sua carriera di scrittore professionista, Spinelli tentò di scrivere quattro libri per adulti, piuttosto che per bambini; ma non furono mai pubblicati. Gli editori a cui lui mandava i libri li respingevano.  La direzione degli scritti di Spinelli cambiò una notte quando uno dei suoi sei figli mangiò del pollo fritto che Spinelli aveva messo da parte per mangiarselo il giorno dopo. Spinelli scrisse su quest'evento.  Alla fine, quello che scrisse divenne il suo primo romanzo pubblicato, Space Station Seventh Grade.  Inizialmente lo aveva pensato come ad un libro per adulti, ma poiché il protagonista ha 13 anni, gli editori di libri per adulti lo rifiutarono e divenne un libro per ragazzi.
Spinelli si è laureato nel 1963 al Gettysburg College. Ha ottenuto un MA dalla Johns Hopkins University nel 1964, e nel 1977 si è sposato con Eileen Mesi. Dal 1966 al 1972 è stato al servizio della United States Navy Reserve (la marina statunitense) 

## Opere
- Space Station Seventh Grade, 1982.
- Guerre in famiglia (Who Put That Hair in My Toothbrush?, 1984).
- Night of the Whale, 1985.
- Jason and Marceline, 1986.
- Dumping Girls, 1988.
- Dump Days, 1988.
- Una casa per Jeffrey Magee (Maniac Magee, 1990). Vincitore del Newbery Award, trasposto in un film.
- The Bathwater Gang (illustrato da Meredith Johnson), 1990.
- There's a Girl in My Hammerlock, 1991.
- A rapporto dal preside (Report to the Principal's Office, 1991).
- Quarta elementare (Fourth Grade Rats, 1991).
- The Bathwater Gang Gets Down to Business, 1992.
- Who Ran My Underwear Up the Flagpole?, 1992.
- Do the Funky Pickle, 1992.
- Picklemania, 1995.
- Crash (Crash, 1996).
- La tessera della biblioteca (The Library Card, 1997).
- Tiro al piccione (Wringer, 1997).
- Knots in My Yo-Yo String, 1998. Autobiografia
- Io e papà ( My Daddy and Me), 1999.
- Stargirl (Stargirl, 2000).
- La schiappa (Loser, 2002).
- Misha corre (Milkweed, 2003).
- Tooter Pepperdayy, 2004.
- Fuori dal guscio (Eggs, 2007).
- Per sempre Stargirl (Love, Stargirl, 2007).
- Smiles to Go, 2008.
- Particelle atomiche, 2022.